# Mathmos
 (mars 2012).
Si vous disposez d'ouvrages ou d'articles de référence ou si vous connaissez des sites web de qualité traitant du thème abordé ici, merci de compléter l'article en donnant les références utiles à sa vérifiabilité et en les liant à la section « Notes et références ».

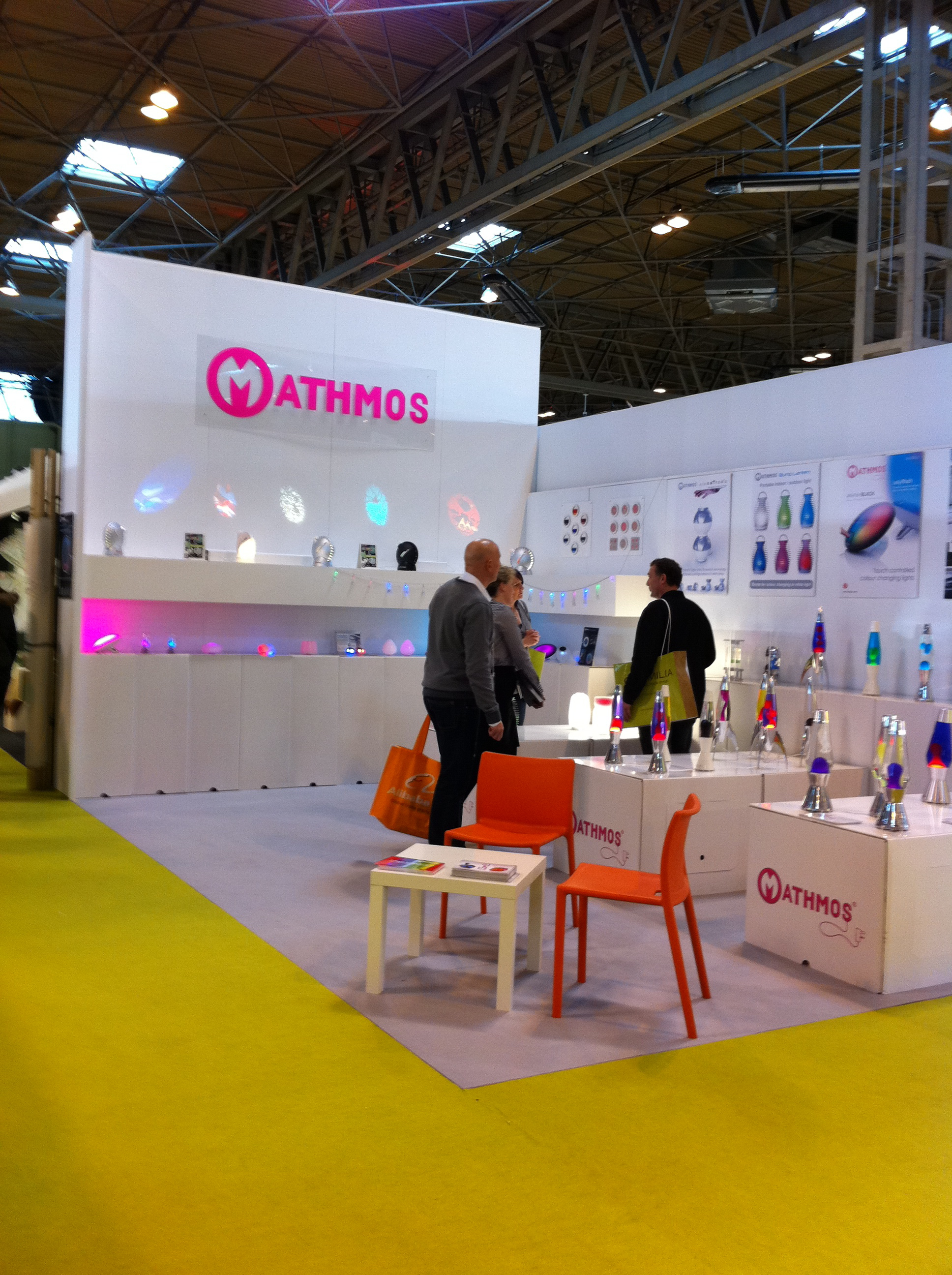
Mathmos, salon professionnel de Birmingham, Angleterre, septembre 2011

Mathmos est une entreprise britannique de vente de lampes d'ambiance, dont la célèbre lampe à lave inventée par son fondateur Edward Craven Walker. Son siège social est situé au sein même de l'usine de fabrication, à Poole dans le Dorset.

## Historique de l'Entreprise

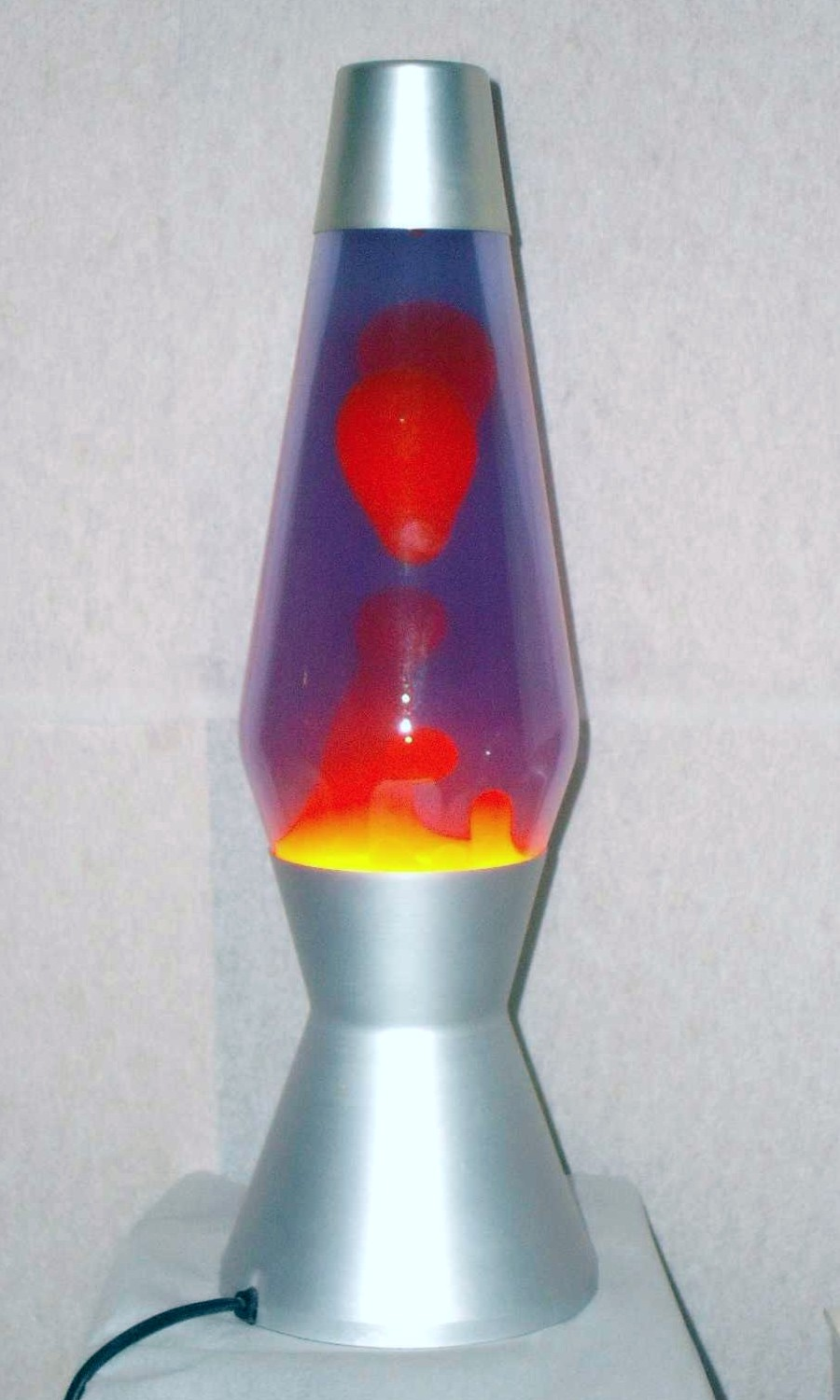
Lampe à lave

La lampe Astro, connue également sous le nom générique de lampe à lave, fut inventée aux environs de 1963 par Edward Craven Walker. Il vend la licence de la lampe à plusieurs marchés étrangers tout en continuant lui-même, sous le nom de la société d'origine Crestworth, la production destinée au marché européen.
Les droits de fabrication et de vente sur le marché américain furent vendus à la société Lava Simplex International en 1966, la lampe devint alors une icône des années 1960. La société Haggerty Enterprises est aujourd'hui propriétaire de ces droits et assure la fabrication des lampes en Chine après la fermeture de son usine aux États-Unis.
En Europe, la lampe à lave est toujours fabriquée depuis le début des années 1960 avec le design d'origine de Craven-Walker. Elle est aujourd'hui produite par l'entreprise Mathmos installée à Poole dans le Dorset.
La formule Mathmos de la lampe à lave, développée par Craven-Walker dans les années 1960, améliorée avec sa collaboration dans les années 1990, est encore à ce jour utilisée.
Les ventes de la lampe à lave ont connu des hauts et de bas. Après avoir été vendues par millions dans le monde entier dans les années 1960 et 70, les ventes reprirent un nouvel essor dans les années 1990. En 1989, Cressida Granger et David Mulley prennent la direction de l'entreprise de Craven-Walker, Crestworth, située à Poole dans le Dorset, et la renomme Mathmos en 1992. Aujourd'hui, l'entreprise vend les lampes à lave aussi bien que d'autres modèles de lampes d'ambiance.
Le nom est tiré du film Barbarella (1968). Mathmos (ou matmos) fait référence au lac  souterrain situé sous la ville de Sogo et à sa matière visqueuse et maléfique en ébullition.
À la suite d'un nouveau lancement de la lampe à lave d'origine dans les années 1990, Mathmos connait une augmentation constante de ses ventes, de 10 000 lampes en 1989 à 800 000 lampes en 1999. Mathmos gagne alors deux Queens Awards pour ses exportations et un certain nombre de Business Awards.
Edward Craven-Walker est resté consultant et directeur général au sein de Mathmos jusqu'à sa mort en 2000.

## Mathmos Moderne
Depuis 1999, et sous la direction exclusive de Cressida Granger devenue l'unique propriétaire, Mathmos a élargi sa gamme de produits tout en continuant la fabrication de la ligne classique de la lampe à lave Mathmos. Mathmos développe de nouveaux produits dans son propre atelier de design mais également en collaboration avec d'autres studios tels que Ross Lovegrove et El Ultimo Grito.
Les nouvelles lignes incluent des lampes LED à couleurs changeantes et des lampes rechargeables dont plusieurs ont obtenu des prix de design. Mathmos a également développé des nouvelles technologies d'éclairage comme le Airswitch qui permet à l'utilisateur d'allumer et d'éteindre ou encore de faire varier l'intensité de la lumière en déplaçant sa main au-dessus de la lampe.
En 2009, Mathmos innove dans sa gamme de lampe à lave et lance la Fireflow, première lampe à lave alimentée par une bougie chauffe-plat. Les lampes à lave Mathmos sont aujourd'hui reconnues comme un classique du design.

## Voir Aussi
- Lampe à lave
- Edward Craven Walker
- Cressida Granger (entrepreneur)

## Liens Externes
- Mathmos France
- Lava Lamps Keep Firm Floating, International Herald Tribune, January 22, 1996 - Article en anglais
- Lava lamp creators mark 50 years of 1960s icon, BBC News August 30, 2013 - Article en anglais
- Buzzerie La lampe à lave a 50 ans
- Journal Metro En photos: le 50e anniversaire des Lava Lamps